# Luis Ferro
Luis Ferro más conocido como El Guachimán es un actor cómico colombiano, libretista creativo, experto en representar personajes y situaciones con toque humorístico personalizado; interpretando variados y reconocidos personajes.

## Trayectoria
- Clown de varios circos internacionales: “Royal Star Circus”, “Circo Caupolicán de Chile”, “Circo Internacional de México”, “Continental Circus”, “Circo Amazonas”, entre otros.

- Actor cómico en programas reconocidos como: “Sábados Felices”, “No Me Lo Cambie”, “Cual Es Su Cuento”, “El Castillo Dracula”, “Los Ojos De Mi Calle”, “Humornig” y participante en varias ocasiones en el “Festival Internacional Del Humor” y “Festival Internacional del Humor Caribe” bajo la dirección de Alfonso Lizarazo.

- Participación en programas radiales como “Sintonía de Locura” en Candela Estéreo, “La Hora Pico”, “La Hora Del Regreso” y “Humor para Ejecutivos” en Cadena Melodía, “La hora del Guachimán” en Proradial - Todelar Radio, "Tardes de Locura" en La Z, 92.9 de Todelar Radio y “La Minuta del Guachimán” en Radio Santa Fe, entre otros.

- Actor en varios cortometrajes cinematográficos: “Llaves, ladrón y un Don”, “Lucero siempre en espera” y “Un Cuarto para las cuatro.”

- Actor en las obras teatrales: “Hollywood está loco”, “El Amanecer de Un Gallo”, “El Cojín Mágico” y “El Gran Moragas.”

- Creador y actor en varios espectáculos para teatro: “Treinta Años De Carcajadas”, “La Gran Carrera”, “Noche De Humor Boyacense”,” A Reír En serio”, “Me Pido La Palabra”, “El Guachimán En Apuros”, “Humor sin Fronteras”, “Humor, Humor”, “La Minuta del Guachimán” , y actualmente “Intimidades de mis Patrones”.

## El Guachimán
Hombre de provincia, quien en su esfuerzo de superación habla en lenguaje rebuscado, por su ingenuidad con que fluye resulta cómico; su caracterización especial es: Vestido café con visos amarillos, Kepis con placa de seguridad, lleva en el hombro una escopeta cuyo cañón es retorcido con un nudo del cual desprende un girasol mostrando la imagen de una escopeta que solo dispara flores; también lleva consigo la ruana típica Boyacense, un portacomidas y un radio Sanyo; se transporta en una bicicleta turismera con porta-paquete, bocina de aire, timbre, en ocasiones lo acompaña su entrañable amigo “Rambo”… su perro noble guardián.

## Libros
- El diario del celador

## Premios y reconocimientos
- En Sábados Felices, desde el año de 1987 hasta 1994 se consagró como ganador en 52 ocasiones, 16 veces quedó en el segundo lugar, por eso a partir de este último año inicia su labor como actor y libretista del programa insignia del humor en Colombia, haciendo parte del elenco hasta el año 2005.

- En la sección de los Cuenta Chistes de Sábados Felices, ostenta el récord de más programas ganados en un año 17 en total.

- En 1994 Caracol Televisión y Alfonso Lizarazo otorgaron el premio como campeón de campeones de la sección cuenta chistes de Sábados Felices en el año 1994, ganador de un automóvil último modelo.

- La gobernación de Boyacá, le otorgó el galardón como “Personaje Ilustre”.

- Ha sido merecedor de múltiples reconocimientos por parte de Fundaciones, Instituciones y Organismos para los cuales ha aportado su talento.